# لورانس جاي بلوك
لورانس جاي بلوك (بالإنجليزية: Lawrence J. Block)‏ هو قاضي ومحامي أمريكي، ولد في 1951 في نيويورك في الولايات المتحدة.